# Léandre Létoquart (fils)
Pour les articles homonymes, voir Léandre Létoquart.
Léandre Létoquart, né le 9 février 1937 à Marœuil (Pas-de-Calais) et mort le 13 juin 2017 à Méricourt (Pas-de-Calais) est un homme politique français.

## Biographie

### Engagement politique précoce
Fils de Léandre Létoquart, député, puis sénateur communiste du Pas-de-Calais, Léandre Létoquart fils est très tôt engagé dans l'activité militante, distribuant dans sa jeunesse la presse communiste dans son village natal.
Après son certificat d'études, il est, à dix-sept ans, apprenti électricien à Avion et poursuit son activité politique au sein de l'UJRF, puis, adhère en 1957 au Parti communiste français.
Appelé du contingent la même année, il suit la formation du peloton d'élèves sous-officiers, mais compte-tenu de son engagement communiste, n'obtient pas le grade de sous-officier. En septembre 1957, il écrit publiquement au président de la République pour annoncer qu'il refuse de participer aux combats lors de la guerre d'Algérie. Il fait ainsi partie des soldats du refus et se retrouve incarcéré dans une prison militaire à Alger, où il subit de nombreux mauvais traitements avant d'être condamné par un tribunal militaire à deux ans d'enfermement, au cours d'un procès auquel son avocat est interdit de participer.
Transféré en France en décembre 1958, il n'est remis à la vie civile qu'en 1961, et demeure privé de ses droits civiques jusqu'à l'amnistie de 1969.

### Maire et conseiller régional
Installé à Sallaumines, il suit une école centrale du PCF en 1963, et devient, l'année suivante, permanent du parti. Secrétaire de la fédération communiste du Pas-de-Calais en 1966, il le reste jusqu'à son élection comme maire de Méricourt, en 1970, et constamment réélu par la suite.
Conseiller régional du Nord-Pas-de-Calais en 1983, il mène la liste communiste pour l'élection régionale de 1986 dans le Pas-de-Calais et est réélu au scrutin proportionnel avec 17 % des voix. Il est réélu en 1992 pour un dernier mandat.

### Mort
Malade, il démissionne de sa fonction de maire en 2002, mais reste membre du conseil municipal jusqu'en 2008.
Il meurt subitement, à l'âge de quatre-vingts ans, lors d'une promenade dans les rues de Méricourt,.